# 2 Pallas

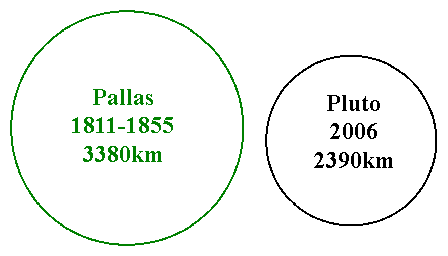
Mărimea lui Pallas estimată de Schröter în 1811 comparată cu Pluton

Pallas, desemnat în mod oficial (2) Pallas, este al doilea asteroid care a fost descoperit (după Ceres) și unul dintre cei mai mari asteroizi din Sistemul Solar. Este al treilea cel mai mare asteroid din centura principală din Sistemul Solar, după Ceres și Vesta.
Se estimează că masa lui este 7% din masa totală a corpurilor din centura de asteroizi, are diametrul de 544 de kilometri și este comparabil sau puțin mai mare decât diametrul lui 4 Vesta. Este cu 20% mai puțin masiv decât Vesta, fiind pe locul al treilea printre asteroizi după masă.

## Descoperirea
A fost descoperit din întâmplare, la 28 martie 1802, la Bremen, de către Heinrich Olbers, în timp ce astronomul încerca să găsească asteroidul Ceres cu folosindu-se de predicțiile orbitale ale lui Carl Friedrich Gauss; inițial, asteroidul a fost considerat o planetă, așa cum au fost considerați mulți alți asteroizi în secolul al XIX-lea. Descoperirea mai multor asteroizi după 1845 a dus în cele din urmă la reclasificarea lui. Charles Messier l-a observat primul, în 1779, în timp ce urmărea traiectoria unei comete, însă a luat obiectul drept o simplă stea de magnitudine 7.